# Ржавощёкая длиннохвостая синица
Ржавощёкая длиннохвостая синица (лат. Aegithalos iouschistos} — вид мелких певчих птиц семейства длиннохвостых синиц (Aegithalidae) отряда воробьинообразных (Passeriformes).
Данный вид встречается в восточной и центральной части Гималаев: в Китае, Индии, Непале и Бутане. Его средой обитания являются горные леса, как лиственные, так и хвойные, на высоте до 3 600 над уровнем моря.
Ржавощёкая длиннохвостая синица достигает длины 11 см и массы 6–7,5 г. Взрослые особи серые сверху и красновато-коричневые снизу. Голова рыжевато-коричневая с чёрной маской и серебряный нагрудник с чёрными полосами и чёрными краями. Молодые особи бледнее и менее разнообразно окрашены, чем взрослые. Обычно питается в стаях.